# Малая Стружка
Малая Стружка (укр. Мала Стружка) — село в Новоушицком районе Хмельницкой области Украины.

## История
В июле 1995 года Кабинет министров Украины утвердил решение о приватизации находившегося здесь совхоза "Заря".
Население по переписи 2001 года составляло 649 человек.

### Известные люди
- Бирюк, Елена Васильевна (род. 1932) — советская и украинская спортсменка и тренер.

## Местный совет
32633, Хмельницкая обл., Новоушицкий р-н, с. Малая Стружка, тел. 2-47-44.